# Eupodophis
Eupodophis – rodzaj wczesnego węża żyjącego w późnej kredzie, około 90 mln lat temu. Eupodophis descouensi, gatunek typowy rodzaju, ze względu na występowanie u jego przedstawicieli dwóch tylnych kończyn, uznawany jest za formę przejściową pomiędzy jaszczurkami a beznogimi wężami.
Holotyp Eupodophis został odkryty w datowanych na około 92 mln lat (cenoman) skałach wapiennych w pobliżu wioski al-Nammoura w Libanie. Odnaleziony osobnik mierzył około 88,5 cm długości. Został opisany przez Rage'a i Escuilliégo w 2000 roku.
Szkielet był analizowany przy użyciu synchrotronowych promieni rentgenowskich w Europejskim Ośrodku Synchrotronu Atomowego w Grenoble. Ustalono, że kończyna węża, którego szkielet badano, była długa na około 2 cm. Wyszczególniono w niej kość strzałkową, udową oraz piszczel. Według naukowców kończyny były już u Eupodophis narządami szczątkowymi i nie były dla węża przydatne.